# Agathocles (band)
Agathocles is een door Jan Frederickx in 1985 opgerichte Belgische grindcoreband. De naam wordt vaak afgekort tot AG of AGx.

## Introductie en faam
De band presenteerde zich muzikaal voor het eerst in 1987 met de demo Cabbalic Gnosticism en hun eerste single in 1988, samen met de Nederlandse band De Riekboois. Na diverse liveregistraties, cassettes en vinylplaten, verscheen in 1991 het eerste volledige studioalbum van de band, getiteld Theatric Symbolisation of Life.
De band is behalve om hun linkse grindcore-stijl (welke zij zelf omgedoopt hebben tot ‘mincecore’) vooral bekend om de grote hoeveelheid muziekuitgaven op hun naam. Het uitbrengen van drie tot vijf 7-inchvinylsingles waarop de band de kanten deelt met een andere band is tot een jaarlijks wederkerend fenomeen verworden. Tevens heeft de band ook diverse liveregistraties en full-length-albums op zijn naam staan. Ook staat Agathocles bekend om zijn vele ex-leden.
Agathocles ontwikkelde zich, mede dankzij het brede scala aan leden en ex-leden, muzikaal gedurende de jaren en zo zijn er op Theatric Symbolisation Of Life invloeden uit de deathmetal te horen, invloeden uit de hardcore punk op Thanks for your Hostily, en invloeden uit de punk en industrial op Razor Sharp Daggers. Desalniettemin blijft de band haar wortels trouw en grindcore domineert nog immer alle muziek van deze groep.